# 8608 Chelomey
A 8608 Chelomey (ideiglenes jelöléssel 1976 YO2) a Naprendszer kisbolygóövében található aszteroida. Ljudmila Ivanovna Csernih fedezte fel 1976. december 16-án.